# MechWarrior (jeu vidéo, 1989)
MechWarrior est un jeu vidéo de simulation de Mechs. C'est le premier jeu de la série MechWarrior.

## Système de jeu

### Mechs disponibles dans le jeu
| Modèle       | Classe   | Tonnage maximal (t) | Producteur industriel | Type         |
| ------------ | -------- | ------------------- | --- | ------------ |
| Locust       | Léger    | 20                  | Bergan Industries, Achernar BattleMechs, Corean Enterprises, Defiance Industries, Gibson Federated BattleMechs, Majesty Metals and Manufacturing, Pinard Protectorates Limited, Taurus Territorial Industries                      | Inner Sphere |
| Jenner       | Léger    | 35                  | Diplan Mechyards, Luthien Armor Works | Inner Sphere |
| Phoenix Hawk | Moyen    | 45                  | Orguss Industries, Achernar BattleMechs, Ceres Metals Industries, Earthwerks Incorporated, Coventry Metal Works | Inner Sphere |
| Shadow Hawk  | Moyen    | 55                  | Lang Industries Incorporated, Earthwerks Incorporated, Majesty Metals and Manufacturing, Odin Manufacturing, Vandenberg Mechanized Industries                                                                                      | Inner Sphere |
| Rifleman     | Lourd    | 60                  | Kallon Industries, Red Devil Industries, Trellshire Heavy Industries | Inner Sphere |
| Warhammer    | Lourd    | 70                  | StarCorps Industries, Olivetti Weaponry, Nimakachi Fusion Products Limited, Ronin Incorporated, Taurus Territorial Industries, Vandenberg Mechanized Industries                                                                    | Inner Sphere |
| Marauder     | Lourd    | 75                  | General Motors, Bowie Industries, Ceres Metal Industries, Gibson Federated BattleMechs, Ibuki Robotics & Manufacturing, Independence Weaponry, Majesty Metals and Manufacturing, Ronin Incorporated, Taurus Territorial Industries | Inner Sphere |
| BattleMaster | D'assaut | 85                  | Hollis Industries, Blankenburg Technologies, Earthwerks Incorporated, J.B. BattleMechs Incorporated, Red Devil Industries, Trellshire Heavy Industries                                                                             | Inner Sphere |

## Accueil
| MechWarrior     |      |       |
| Média           | Nat. | Notes |
| Dragon Magazine | US   | 5/5   |